# Ipomoea acutisepala
Ipomoea acutisepala är en vindeväxtart som beskrevs av O'donell. Ipomoea acutisepala ingår i släktet praktvindor, och familjen vindeväxter. Inga underarter finns listade i Catalogue of Life.